# Номер дороги

Шведський номер дороги

Номер дороги – це номер, який надається магістралі для ідентифікації цієї дороги. Зазвичай номер дороги є меншим місцевим, ніж назва вулиці цієї дороги, якщо така назва вулиці вже існує.
Номери доріг існують на всіх рівнях: від місцевих доріг, провінційних доріг, доріг департаменту та національних доріг до навіть континентальних доріг, таких як європейські дороги.
Відповідно, система нумерації та позначення доріг також дуже відрізняється. У багатьох країнах, включаючи Нідерланди та Бельгію, люди знайомі з позначенням, яке починається з префікса (літери), за яким слідують від 1 до 4 цифр. Буква вказує або на тип дороги (наприклад, A означає автомагістраль), або орган, який керує дорогою (наприклад, D у Франції означає дорогу департаменту).
Окрім префікса, номер дороги може мати також суфікс. Це суфікс, який зазвичай вказує на те, що дорога є відгалуженням дороги з номером дороги без суфікса. Часто суфікс – це буква або буквосполучення. Наприклад, бельгійська N1a є гілкою N1. Однак суфікси чисел також зустрічаються в старих системах. У старій югославській системі нумерації доріг до номера дороги додавалася цифра. Наприклад, M1.9 була гілкою M1. Боснія і Герцеговина та Чорногорія досі використовують цю систему, Сербія наразі від неї відмовляється.